# Dinera palliventris
Dinera palliventris là một loài ruồi trong họ Tachinidae.